# Freija's parelmoervlinder
Freija's parelmoervlinder (Boloria freija) is een dagvlinder uit de familie Nymphalidae (vossen, parelmoervlinders en weerschijnvlinders).

## Verspreiding
De soort komt voor in grote delen van Noorwegen, Zweden en Finland, zeer zeldzaam in Letland en is uitgestorven in Estland. Buiten Europa komt de soort in Noord-Amerika voor, in grote delen van Alaska en Canada, in de Rocky Mountains, New Mexico en het gebied rond de Grote Meren.

## Levenswijze
Freija's parelmoervlinder is in Europa bekend van de volgende waardplanten: rijsbes (Vaccinium uliginosum) en mogelijk berendruif (Arctostaphylos uva-ursi) en kraaihei (Empetrum nigrum). In Noord-Amerika wordt Vaccinium caespitosum als waardplant gebruikt. Het vrouwtje zet de eieren een voor een op de waardplant af. Mannetjes patrouilleren tijdens de warme uren in open gebieden op zoek naar vrouwtjes. De vlinders kunnen op zoek naar nectarplanten ook buiten de voortplantingsgebieden op drogere plaatsen gevonden worden. De voornaamste nectarplant is stengelloze silene (Silene acaulis).
De vliegtijd is in juni en juli

## Biotoop
De vlinder leeft in Europa in moeras- en veengebieden. In Noord-Amerika ook taiga's, toendra's en langs randen van naaldbossen.